# Puncticorpus
Puncticorpus är ett släkte av tvåvingar. Puncticorpus ingår i familjen hoppflugor.
Kladogram enligt Catalogue of Life och Dyntaxa:
| Puncticorpus | \| \| Puncticorpus cribratum \| \| \| \| \| \| Puncticorpus lusitanicum \| \| \| \| \| \| Puncticorpus susannae \| \| \| \| |
|              | \| \| Puncticorpus cribratum \| \| \| \| \| \| Puncticorpus lusitanicum \| \| \| \| \| \| Puncticorpus susannae \| \| \| \| |
|              | Puncticorpus cribratum |
|              | |
|              | Puncticorpus lusitanicum |
|              | |
|              | Puncticorpus susannae |
|              | |